# والریا مسالینا
والریا مسالینا (لاتین: [waˈlɛria mɛssaːˈliːna]؛ ح. ۱۷/۲۰–۴۸) سومین همسر کلودیوس، امپراتور روم باستان بود و برای ۷ سال سیاستمدار و امپراتریس روم بود، او یک زن قدرتمند و تأثیرگذار بود که برای قدرت جنگید و برای این که معشوقه خود به نام گایوس سیلیوس را جانشین امپراتور کلودیوس کند تلاش کرد، او همچنین بخاطر بی‌بندوباری و شهوترانی بی‌حدش بسیار مشهور بود او احتمالاً بخاطر توطئه بر ضد شوهرش که توسط دشمن خونینش اگریپینا کشف شد با تحریک و اصرار اگریپینا برادرزاده شوهرش در یک مهمانی به طرز بسیار بی‌رحمانه‌ای کشته شد. بعد از آن اگریپینا به عنوان امپراتریس روم حتی با قدرت و نفوذ بسیار بیشتر و فزاینده‌تر از مسالینا جایگزین شد.

## تصویرسازی مدرن
فیلم ها
پس از شروعی کند در نیمه اول قرن بیستم، با کاهش سانسور، موج فیلم‌هایی که دربارهٔ یا با حضور مسالینا ساخته شده‌اند، افزایش یافت. بازیگران زیر در نقش او بازی کردند:
- مادلین روک (۱۸۸۳–۱۹۳۰) در فیلم صامت فرانسوی مسالین (۱۹۱۰).[۳]
- ماریا کازرینی در فیلم صامت ایتالیایی «عشق یک ملکه» (مسالینا) محصول ۱۹۱۰.[۴]
- رینا د لیگورو در فیلم صامت ایتالیایی «مسالینا» محصول ۱۹۲۳، فیلمی که با شمشیر و صندل ساخته شده و عنوان دیگری هم دارد: سقوط یک ملکه. نسخهٔ سانسور شدهٔ آن با دیالوگ‌های دوبله‌شده در سال ۱۹۳۵ منتشر شد.[۵]
- گرتا واکیریا در فیلم هماهنگ برزیلی «مسالینا» محصول ۱۹۳۰ به کارگردانی لوئیز د باروس.[۶]
- مرل اوبرون در فیلم ناتمام «من، کلودیوس» محصول ۱۹۳۷.[۷]
- ماریا فلیکس در فیلم شمشیر و صندل ایتالیایی «مسالینا» محصول ۱۹۵۱. این فیلم همچنین عناوین «ملکه روم» و «امور مسالینا» را نیز به همراه داشت.[۸]
- لودمیلا دودارووا در حین مرور خاطرات گذشته در فیلم نرون و مسالینا (ایتالیا، ۱۹۵۳)، که عنوان انگلیسی آن «نرون و آتش زدن رم» بود.[۹]
- لیزا گاستونی در فیلم گلادیاتور نهایی (مسالینا در مقابل پسر هرکول) یا به‌طور جایگزین گلادیاتور مسالینا، یک فیلم شمشیر و صندل ایتالیایی که با عنوان مسالینا در برابر پسر هرکول (۱۹۶۳) نیز شناخته می‌شود.[۱۰]
- نیکولا پاگت در سریال تلویزیونی «سزارها» محصول ۱۹۶۸ شبکه ای تی وی. این سریال به خاطر تصویرسازی دقیق تاریخی از تاریخ روم و شخصیت‌های آن، از جمله تصویرسازی کمتر جنجالی از مسالینا، مورد توجه قرار گرفته است.[۱۱]
- شیلا وایت در سریال «من، کلودیوس» محصول ۱۹۷۶ بی‌بی‌سی.[۱۲]
- آنکا دی لورنزو در فیلم کالیگولا[۱۳]محصول ۱۹۷۹، و کمدی مسالینا، مسالینا[۱۴]محصول ۱۹۷۷، که از بسیاری از صحنه‌آرایی‌های مشابه فیلم کالیگولا که قبلاً فیلمبرداری شده بود اما بعداً منتشر شد، استفاده کرد.
- جنیفر اونیل در سریال تلویزیونی بعد از میلاد محصول سال ۱۹۸۵.[۱۵]
- سونیا آکینو در فیلم تلویزیونی امپراتوری: نرو محصول ۲۰۰۴.[۱۶]